# 小行星1597
小行星1597（1597 Laugier）是一颗围绕太阳公转的小行星。1949年3月7日，路易·博耶在阿尔及尔发现了此天体。
該小行星以法國天文學家瑪格麗特·盧吉爾命名。
这颗小行星的绝对星等为53.20291776684567等。